# نمل قرصي الدرقة برزخي
نمل قرصي الدرقة برزخي (الاسم العلمي:Discothyrea isthmica) هو نوع من النمل يتبع جنس النمل القرصي الدرقة من أسرة النملاوات القرناء.